# Джинні Ґілдер
Джинні Ґілдер (англ. Virginia Gilder, 4 червня 1958) — американська академічна веслувальниця.
Срібна призерка Олімпійських Ігор 1984 року в складі парної четвірки зі стерновою.